# Antananarivo (provins)
Antananarivo (franska Province d'Antananarivo) var en av Madagaskars provinser. Provinsen låg i den centrala delen av landet, och hade huvudstaden Antananarivo gemensam med landet. Enligt en författningsändring etablerades en ny administrativ indelning utan provinser från oktober 2009.

## Geografi
Provinsen var uppdelad i fyra regioner:
- Analamanga
- Bongolava
- Itasy
- Vakinankaratra

Antananarivos yta var 58 697 km², vilket är omkring en tiondel av hela Madagaskar. Provinsen omfattade en natur med höga platåer och som ner mot dalarna ofta hade små odlade risfält. Klimatet i området som provinsen omfattade är också väldigt varierat med nederbörd mellan 1 100 och 2 000 mm per år. Platåerna, som ligger på mellan 1 200 och 1 500 meters höjd över havet, har ett tropiskt klimat, med temperaturer ner mot 0 °C på vintern och omkring 25 °C på sommaren. Den torra säsongen infinner sig mellan juni och september varje år.
En fjärdedel av provinsens mark var brukbar, vilket motsvarar 1 475 944 hektar. Omkring 43 % av den marken var inkluderad i regionen Bongolava.
Inom provinsen fanns sammanlagt 4 731 km väg, en stor majoritet av den sträckan var dock mindre vägar, 1 256 km var nationella vägar.

## Demografi
Provinsen hade i juli 2001 en befolkning på 4 580 788 personer. Det innebar att provinsen hade en befolkningstäthet på 74 invånare per kvadratkilometer, jämfört med 25,5 invånare/km² för hela landet samma år. Befolkningen var väldigt ojämnt uppdelas mellan regionerna. Större delen av Madagaskars största etniska grupp, merina, fanns i provinsen Antanarivo.
Utbildningen var som i resten av landet uppbyggd som i Frankrike, en stor del utgjordes av privatskolor. I provinsen fanns 118 lycées och 401 collèges, vilket var en mycket liten del av provinsens 4 942 olika skolor av olika typer. Det syns dock tydligt hur stor del privatskolorna var, när 98 av de 118 lycées var just privata. Av provinsens 4 942 skolor var omkring 2 200 privata. I de privata skolorna på primärnivå var lärartätheten högre, cirka en lärare på 40 elever, mot en på 47. De icke-privata skolorna försåg två tredjedelar av de yngre skolbarnen med undervisning, medan bara en tredjedel gick i privata skolor.